# 아욱과
아욱과(--科, 학명: Malvaceae 말바케아이[*])는 아욱목의 과이다.
남북 양반구의 열대에서 온대에 걸쳐 자라며, 세계적으로 200여 속에 약 2,300종 가량이 알려져 있는 큰 과 인데, 한국에는 목화·수박풀·어저귀·황촉규 등의 초본종과 무궁화 등의 목본종이 분포하고 있다.

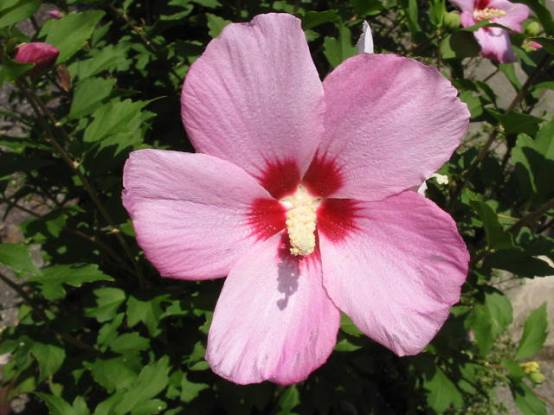
아욱과에 속하는 무궁화. 단체수술이 뚜렷하게 드러난다.

초본이나 관목 또는 교목인 것도 있으며, 턱잎을 가지고 있다. 잎은 보통 홑잎이지만 손바닥 모양으로 갈라지는 것도 있으며, 모두 어긋난다. 꽃은 일반적으로 크고 방사대칭이며 5수화인데, 5개의 꽃잎은 기와 모양으로 배열되어 있다. 한편, 수술은 여러 개가 있지만, 모두 통 모양으로 합쳐져 단체 수술을 이루며, 그 중앙부에서 암술대가 나온다. 암술대·암술머리는 5개 또는 그 이상(심피와 같은 수)으로 갈라져 있다. 열매는 길쭉한 삭과로 익으면 몇 갈래로 벌어진다. 꽃이 아름다워 대부분 관상용으로 심는데 가장 유용한 종류는 목화이다.

## 하위 분류
| - 까치깨아과(Dombeyoideae Beilschm.) - 목면아과(Bombacoideae Burnett) - 벽오동아과(Sterculioideae Burnett) - 불암초아과(Byttnerioideae Burnett) - 브라운로아과(Brownlowioideae Burret) - 아욱아과(Malvoideae Burnett) - 장구밤나무아과(Grewioideae Dippel) - 피나무아과(Tilioideae Arn.) - 헬릭테레스아과(Helicteroideae Meisn.) | 분류 불확실(incertae sedis) - 워디안투스속(Woodianthus Krapov.) |

## 계통 분류
현재, 아욱과의 계통 분류는 다음과 같다.
|  | 불암초아과: 26속 650종. 전(全)열대 지역, 특히 남아메리카 |
|  |                                                          |
|  | 장구밤나무아과: 25속 770종. 전(全)열대 지역.             |
|  |                                                          |

|   | 벽오동아과: 12속 430종. 범열대 지역.                                                                                            |
|   | |
|   | 피나무아과: 3속 50종. 북 온대 지역과 중앙아메리카                                                                               |
|   | |
|   | 까치깨아과: 약 20속 380여 종. 구(舊)열대 지역, 특히 마다가스카르와 마스카렌 제도                                                |
|   | |
|   | 브라운로아과: 8속 70여 종. 특히 구(舊)열대 지역.                                                                                |
|   | |
|   | 헬릭테레스아과: 8 ~ 12속 10 ~ 90종. 열대, 특히 동남아시아.                                                                      |
|   | |
| ♦ | \| \| 아욱아과: 78속 1,670종. 열대에서 온대. \| \| \| \| \| \| 목면아과: 12속 120종. 열대, 특히 아프리카와 아메리카 \| \| \| \| |
|   | \| \| 아욱아과: 78속 1,670종. 열대에서 온대. \| \| \| \| \| \| 목면아과: 12속 120종. 열대, 특히 아프리카와 아메리카 \| \| \| \| |
|   | 아욱아과: 78속 1,670종. 열대에서 온대.                                                                                          |
|   | |
|   | 목면아과: 12속 120종. 열대, 특히 아프리카와 아메리카                                                                            |
|   | |

|  | 아욱아과: 78속 1,670종. 열대에서 온대.               |
|  |                                                      |
|  | 목면아과: 12속 120종. 열대, 특히 아프리카와 아메리카 |
|  |                                                      |

|  | 불암초아과: 26속 650종. 전(全)열대 지역, 특히 남아메리카 |
|  |                                                          |
|  | 장구밤나무아과: 25속 770종. 전(全)열대 지역.             |
|  |                                                          |

|   | 벽오동아과: 12속 430종. 범열대 지역.                                                                                            |
|   | |
|   | 피나무아과: 3속 50종. 북 온대 지역과 중앙아메리카                                                                               |
|   | |
|   | 까치깨아과: 약 20속 380여 종. 구(舊)열대 지역, 특히 마다가스카르와 마스카렌 제도                                                |
|   | |
|   | 브라운로아과: 8속 70여 종. 특히 구(舊)열대 지역.                                                                                |
|   | |
|   | 헬릭테레스아과: 8 ~ 12속 10 ~ 90종. 열대, 특히 동남아시아.                                                                      |
|   | |
| ♦ | \| \| 아욱아과: 78속 1,670종. 열대에서 온대. \| \| \| \| \| \| 목면아과: 12속 120종. 열대, 특히 아프리카와 아메리카 \| \| \| \| |
|   | \| \| 아욱아과: 78속 1,670종. 열대에서 온대. \| \| \| \| \| \| 목면아과: 12속 120종. 열대, 특히 아프리카와 아메리카 \| \| \| \| |
|   | 아욱아과: 78속 1,670종. 열대에서 온대.                                                                                          |
|   | |
|   | 목면아과: 12속 120종. 열대, 특히 아프리카와 아메리카                                                                            |
|   | |

|  | 아욱아과: 78속 1,670종. 열대에서 온대.               |
|  |                                                      |
|  | 목면아과: 12속 120종. 열대, 특히 아프리카와 아메리카 |
|  |                                                      |